# Acido pirofosforico
L'acido pirofosforico, o acido difosforico, è un ossiacido del fosforo pentavalente e allo stato di ossidazione +5, avente formula molecolare H4P2O7 e formula semistrutturale (HO)2P(=O)−O−P(=O)(OH)2. Deriva dall'acido fosforico per condensazione di due molecole H3PO4 con eliminazione di una molecola di acqua, trasformazione che si può ottenere per riscaldamento, da cui il prefisso "piro-" (dal greco πῦρ (pyr): fuoco) nel nome dell'acido. Come nel caso dell'acido pirosolforico (HO−S(=O)2−O−S(=O)2−OH) e di altri piroacidi, nella struttura molecolare c'è un atomo di ossigeno a ponte che unisce due residui acidi.
A temperatura ambiente è un solido vetroso incolore e inodore, fortemente igroscopico. L'acido pirofosforico è solubile sia in acqua che in solventi organici polari protici, come l'etanolo ma anche, seppur meno, in solventi meno polari non protici, come l'etere dietilico.
L'acido pirofosforico H4P2O7 è un acido tetraprotico con costante di prima dissociazione acida (Ka1) pari a 0,16: assai più elevata della prima costante di dissociazione dell'acido ortofosforico.
L'acido pirofosforico H4P2O7 è ottenuto mediante disidratazione (rimozione di una molecola d'acqua) dell'acido ortofosforico H3PO4:
2 H3PO4 ⇌ H4P2O7 + H2O
Essendo questa reazione una reazione di equilibrio, ecco spiegata l'igroscopicità dell'acido pirofosforico che, in presenza d'acqua, tende a trasformarsi nuovamente in acido ortofosforico (seguendo la reazione inversa).

## Sali dell'acido pirofosforico
I sali più comuni dell'acido pirofosforico sono i diidrogenopirofosfati MeI2H2P2O7 (nei quali "restano" ancora due dei quattro idrogeni acidi della molecola) e i pirofosfati neutri MeI4P2O7, così definiti in quanto tutti gli idrogeni acidi della molecola sono stati sostituiti da ioni metallici monovalenti (MeI).
Tutti i pirofosfati, ad eccezione di quelli dei metalli alcalini, sono insolubili.